# Gerhard Mayer-Vorfelder

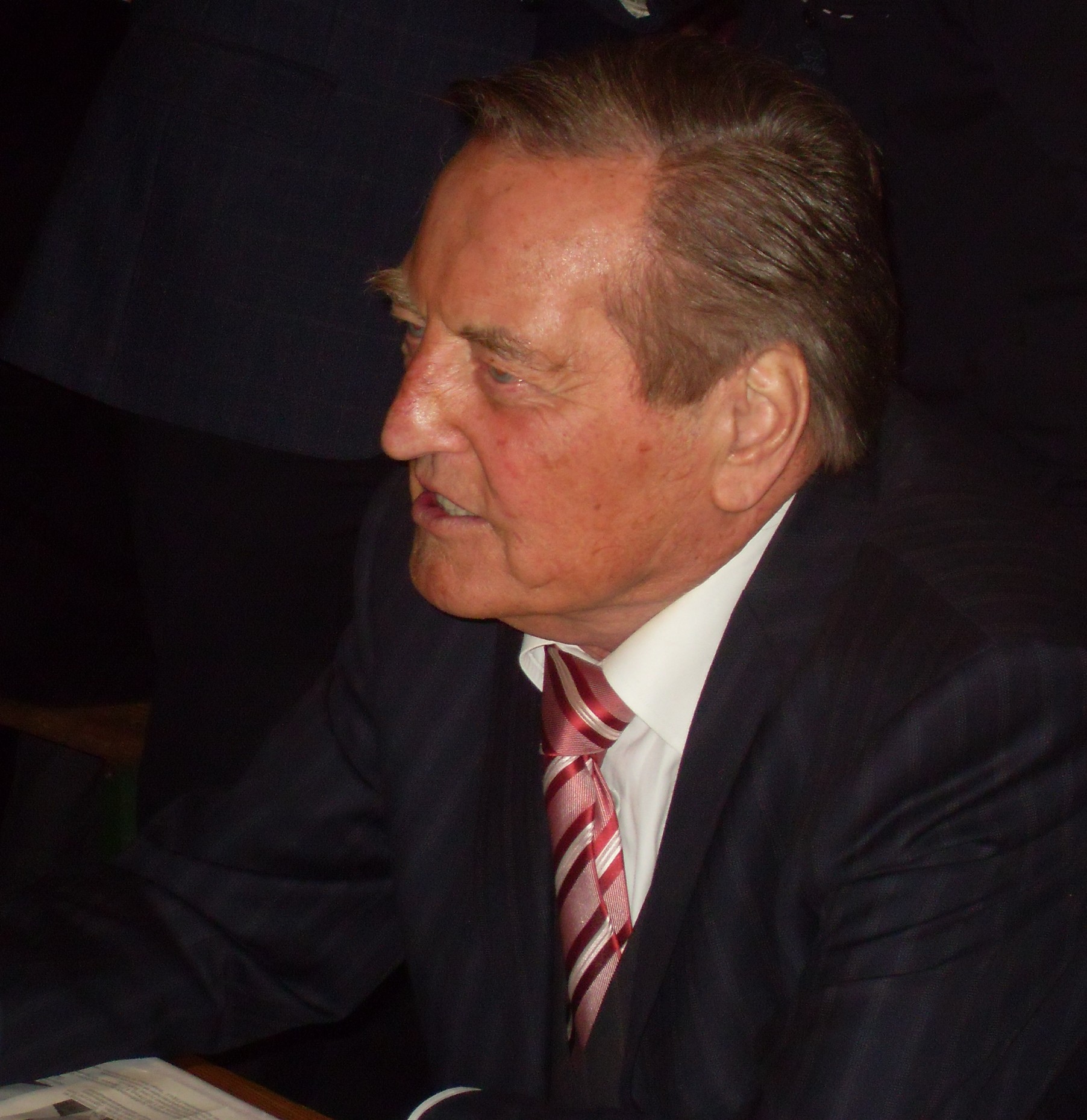
Gerhard Mayer-Vorfelder (2009)

Gerhard Mayer-Vorfelder (* 3. März 1933 in Mannheim als Gerhard Mayer; † 17. August 2015 in Stuttgart), häufig auch nur MV genannt, war ein deutscher Sportfunktionär und Politiker der CDU. Er war von 1980 bis 2001 Abgeordneter im Landtag von Baden-Württemberg und von 1980 bis 1991 Kultus- sowie von 1991 bis 1998 Finanzminister des Landes Baden-Württemberg. Von 1975 bis 2000 bekleidete Mayer-Vorfelder das Amt des Präsidenten beim Fußball-Bundesligisten VfB Stuttgart. Anschließend fungierte er von 2001 bis 2006 als Präsident des Deutschen Fußball-Bundes.

## Jugend
Gerhard Mayer-Vorfelder war der Sohn des badischen Oberregierungsrats Eugen Mayer-Vorfelder und dessen Frau Klara, geb. Probst. Sein Vater erweiterte 1935 den ursprünglich nur „Mayer“ lautenden Nachnamen um den Geburtsnamen der Großmutter väterlicherseits hin zu „Mayer-Vorfelder“, um eine Verwechslung mit gleichnamigen Familien im Ort auszuschließen.
Mayer-Vorfelder besuchte Gymnasien in Waldshut und Freiburg, danach studierte er Jura in Freiburg und Heidelberg. 1959 begann er seine berufliche Tätigkeit als Regierungsrat in Nürtingen.

## Politiker
Er begann seine politische Laufbahn als persönlicher Referent des baden-württembergischen Ministerpräsidenten Hans Filbinger und wurde 1976 politischer Staatssekretär im Staatsministerium. Von 1976 bis 1978 war Mayer-Vorfelder Staatssekretär mit Kabinettsrang im Finanzministerium. 1980 wurde er unter Ministerpräsident Lothar Späth als Nachfolger des ins Innenministerium gewechselten Roman Herzog baden-württembergischer Minister für Kultus und Sport; dieses Amt hatte er bis zu Späths Rücktritt im Jahr 1991 inne. Späths Nachfolger Erwin Teufel ernannte Mayer-Vorfelder zum Finanzminister. Dieses Amt behielt er bis 1998, sein Nachfolger wurde Gerhard Stratthaus. Von 1980 bis 2001 vertrat Mayer-Vorfelder den Wahlkreis Stuttgart II als Abgeordneter im Landtag von Baden-Württemberg.

## Sportfunktionär

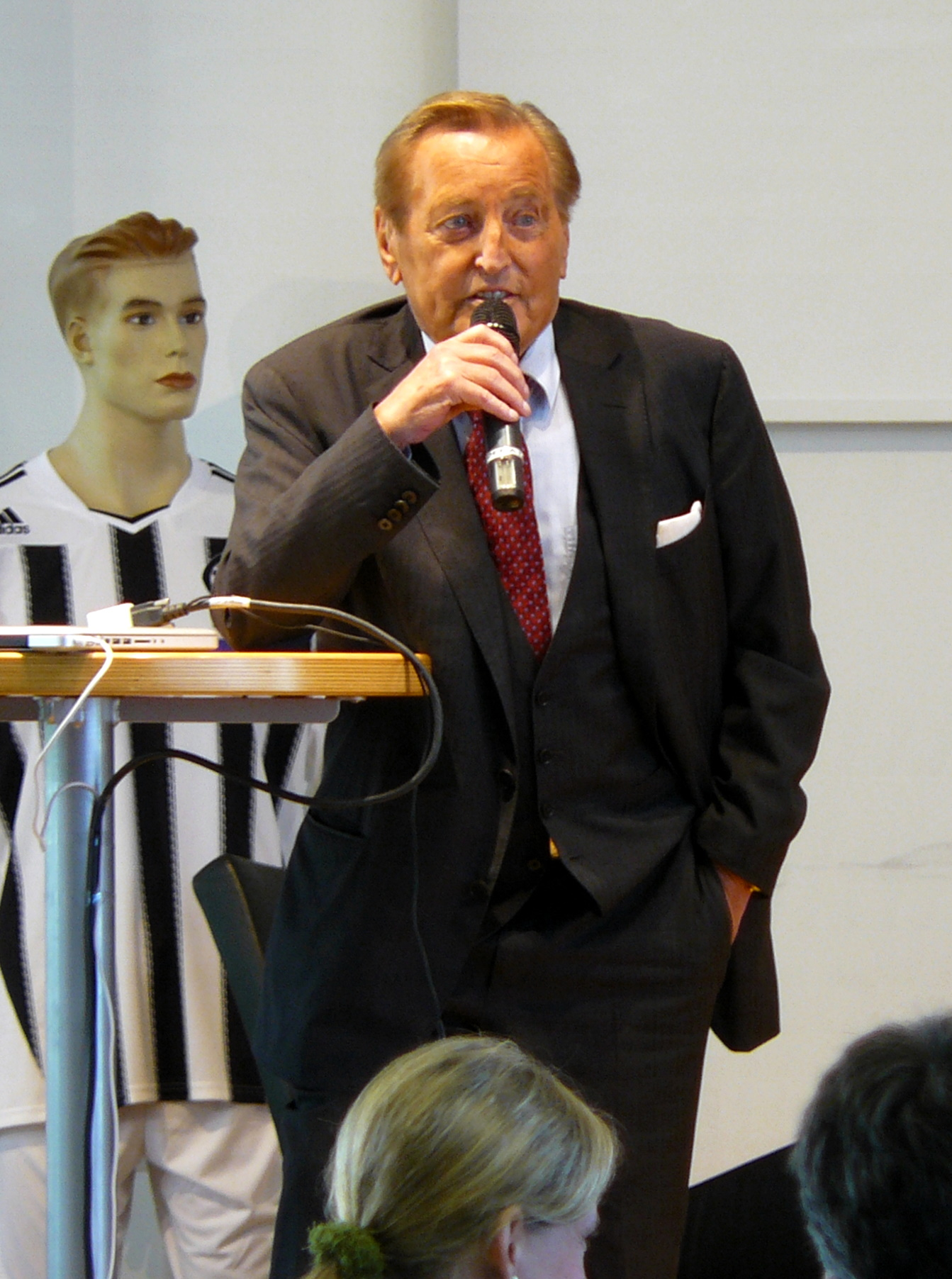
Gerhard Mayer-Vorfelder (2011)

Von 1968 bis 1985 war er Vorstandsmitglied des Württembergischen Fußballverbandes. 1975 wurde Mayer-Vorfelder Präsident des VfB Stuttgart. Zuvor war er bereits Verwaltungsratsvorsitzender des Vereins. Der Verein stieg kurz nach seiner Amtsübernahme in die 2. Liga ab, errang aber während seiner Präsidentschaft später zwei Deutsche Meistertitel sowie einen DFB-Pokal-Sieg. Bei seinem Rücktritt am 30. Oktober 2000 hinterließ er den Verein allerdings in stark verschuldetem Zustand. Bereits ein Jahr zuvor hatte sich um Hansi Müller eine Opposition gegen Mayer-Vorfelder und seinen Geschäftsführer Ulrich Schäfer formiert. Der Aufsichtsrat des VfB sprach im Juni 1999 gegenüber Gerhard Mayer-Vorfelder das Misstrauen aus und kündigte an, bei der Mitgliederversammlung ein Jahr später eine Wiederwahl des Präsidenten nicht mitzutragen. Der Aufsichtsratsvorsitzende Heinz Bandke, der bis dahin die Entscheidungen des Vereinspräsidenten meist mitgetragen hatte, setzte sich gegen Mayer-Vorfelder mit der Berufung von Hansi Müller in den Vereinsvorstand durch. Die Transferpolitik von Mayer-Vorfelder und seinem engsten Vertrauten Schäfer wurde im Umfeld des VfB als Hauptgrund für den hohen Schuldenstand des Vereins betrachtet.
Ab dem 28. April 2001 war Mayer-Vorfelder Präsident des DFB. Von 1992 bis 1998 und erneut von 2002 bis 2007 war er Mitglied des FIFA-Exekutivkomitees. Seine Abwesenheit bei der Abstimmung über die Vergabe der Fernsehrechte für die Weltmeisterschaften 2002 und 2006 an die ISL und die Kirch-Gruppe im Jahr 1996 führte zu Kritik. Beim Wahlkampf um die FIFA-Präsidentschaft im Jahr 2002 unterstützte er Sepp Blatter. Nach dem Ausscheiden der deutschen Nationalmannschaft bei der Fußball-Europameisterschaft 2004 in Portugal und dem Rücktritt von Rudi Völler als Teamchef geriet Mayer-Vorfelder in die Kritik. Ihm wurde vorgeworfen, bei der Trainersuche einen Alleingang unternommen zu haben; sein selbstherrlicher Stil wurde kritisiert. Ab dem 23. Oktober 2004 führte er den DFB in einer Doppelspitze mit dem geschäftsführenden Präsidenten Theo Zwanziger, da eine Kampfabstimmung gegen dessen Kandidatur zwei Jahre vor der Fußball-Weltmeisterschaft 2006 verhindert werden sollte. Mayer-Vorfelder sagte auch zu, 2006 bei einem außerordentlichen DFB-Bundestag nicht zu kandidieren. Am 8. September 2006 endete daher seine DFB-Präsidentschaft. Bis März 2009 war er gewähltes Mitglied des UEFA-Exekutivkomitees. Von 2007 bis März 2009 war er auch Vizepräsident der UEFA.
Außerdem war Mayer-Vorfelder Ehrenpräsident des VfB Stuttgart. Er war Mitglied des Kuratoriums der Bundesliga-Stiftung.

## Privatleben
Gerhard Mayer-Vorfelder war verheiratet mit Margit Mayer-Vorfelder, geb. Deutschle, und hatte vier Kinder. Er verstarb am 17. August 2015 in einem Stuttgarter Krankenhaus an Herzversagen und wurde auf dem Hauptfriedhof Stuttgart bestattet.

## Auszeichnungen
Für seine Verdienste wurde Mayer-Vorfelder 1998 mit dem Großen Bundesverdienstkreuz mit Stern und 1987 mit der Verdienstmedaille des Landes Baden-Württemberg ausgezeichnet. 2004 erhielt er das Große Ehrenzeichen für Verdienste um die Republik Österreich. Elf Mal legte er das Deutsche Sportabzeichen in Gold ab.
Er trug seit dem 21. Januar 2011 die Ehrendoktorwürde (Dr. h. c.) der Assen-Slatarow-Universität Burgas in Bulgarien.
Seit dem Jahr 2024 zeichnet der VfB Stuttgart Menschen und Organisationen, die sich in besonderem Maße für Gesellschaft, Ehrenamt oder den Nachwuchsfußball engagieren, mit der mit insgesamt 10.000 Euro dotierten Gerhard-Mayer-Vorfelder-Medaille aus.

## Rezeption
Sowohl als Politiker als auch als Sportfunktionär war er häufig umstritten. Dies lag zum einen an seinem polarisierenden Wesen (mehrfach wurde ihm vorgeworfen, er führe seine Ämter „nach Gutsherrenart“). Zum anderen war der Funktionär mehrfach Gegenstand von Affären (beispielsweise der sogenannten Toto-Lotto-Affäre, dem Steuerskandal um Steffi und Peter Graf oder der Ermittlungen der Staatsanwaltschaft gegen seine Person wegen Steuerhinterziehung). Das Magazin der Süddeutschen Zeitung bezeichnete ihn als „Affärenprofi“.
Von mehreren Seiten wurden von Mayer-Vorfelder getätigte Aussagen als rassistisch und nationalistisch interpretiert. In keinem der Fälle konnte ihm ein ungesetzliches Verhalten nachgewiesen werden. 1988 verfasste er einen Artikel in der als rechtsextrem geltenden Monatszeitschrift Nation und Europa.
Von 2001 bis 2006 zeigte die Wanderausstellung „Tatort Stadion. Rassismus und Diskriminierung im Fußball“ des Bündnisses Aktiver Fußballfans Zitate des DFB-Präsidenten Mayer-Vorfelder, die ihn als Beschleuniger von Nationalismus und Rassismus präsentierten. Mayer-Vorfelder sagte z. B.: „Was wird aus der Bundesliga, wenn die Blonden über die Alpen ziehen und statt dessen die Polen, diese Furtoks und Leśniaks, spielen?“, „Der südamerikanische und afrikanische Fußball haben genetisch andere Voraussetzungen“ und „Wenn beim Spiel Bayern gegen Cottbus nur zwei Germanen in den Anfangsformationen stehen, kann irgendetwas nicht stimmen.“ Der DFB kritisierte dies als Verunglimpfung, zog sein Fördergeld für die Ausstellung zurück und Mayer-Vorfelder stand im Mittelpunkt einer medialen Debatte.
Die umstrittene Rede des baden-württembergischen Ministerpräsidenten Günther Oettinger beim Staatsakt für den verstorbenen Hans Filbinger verteidigte er: „Es war mutig, aber richtig, was er gesagt hat. [...] Hans Filbinger war kein Nationalsozialist.“ 2008 wandte er sich gegen eine Unterstützung des Projektes Netz gegen Nazis durch den DFB, da auch Einrichtungen wie die Junge Freiheit oder das Studienzentrum Weikersheim „in einen Topf mit Neonazis“ geworfen würden.
2003 wurde er vom Verein Deutsche Sprache wegen der Einführung der Begriffe Home & Away Shirts, Signature Shirts, Reversible Tops mit dem Negativpreis Sprachpanscher des Jahres für die Verwendung von Anglizismen oder „Denglisch“ im öffentlichen Sprachgebrauch bedacht. Ende 2004 untersagte das Kammergericht auf Antrag von Mayer-Vorfelder dem Südwestrundfunk, in einer auf SWR3 ausgestrahlten Satiresendung Mayer-Vorfelder lallend darzustellen, weil ihm dadurch Alkoholismus unterstellt werde. Unter anderem deswegen wurde ihm 2005 der Negativpreis „Verschlossene Auster“ verliehen.

## Sonstiges
Mayer-Vorfelder bekleidete den militärischen Grad eines Hauptmanns der Reserve und nahm über viele Jahre hinweg an Truppenübungen teil.
Zur Fußball-Weltmeisterschaft 2010 in Südafrika unterstützte er als Stadtpate von Stuttgart das Sozialprojekt Wir helfen Afrika. Außerdem engagierte er sich im Kuratorium der Deutschen Kinderkrebsnachsorge – Stiftung für das chronisch kranke Kind in Tannheim im Schwarzwald, die Familien mit chronisch kranken Kindern unterstützt.